# Automobiles Unic

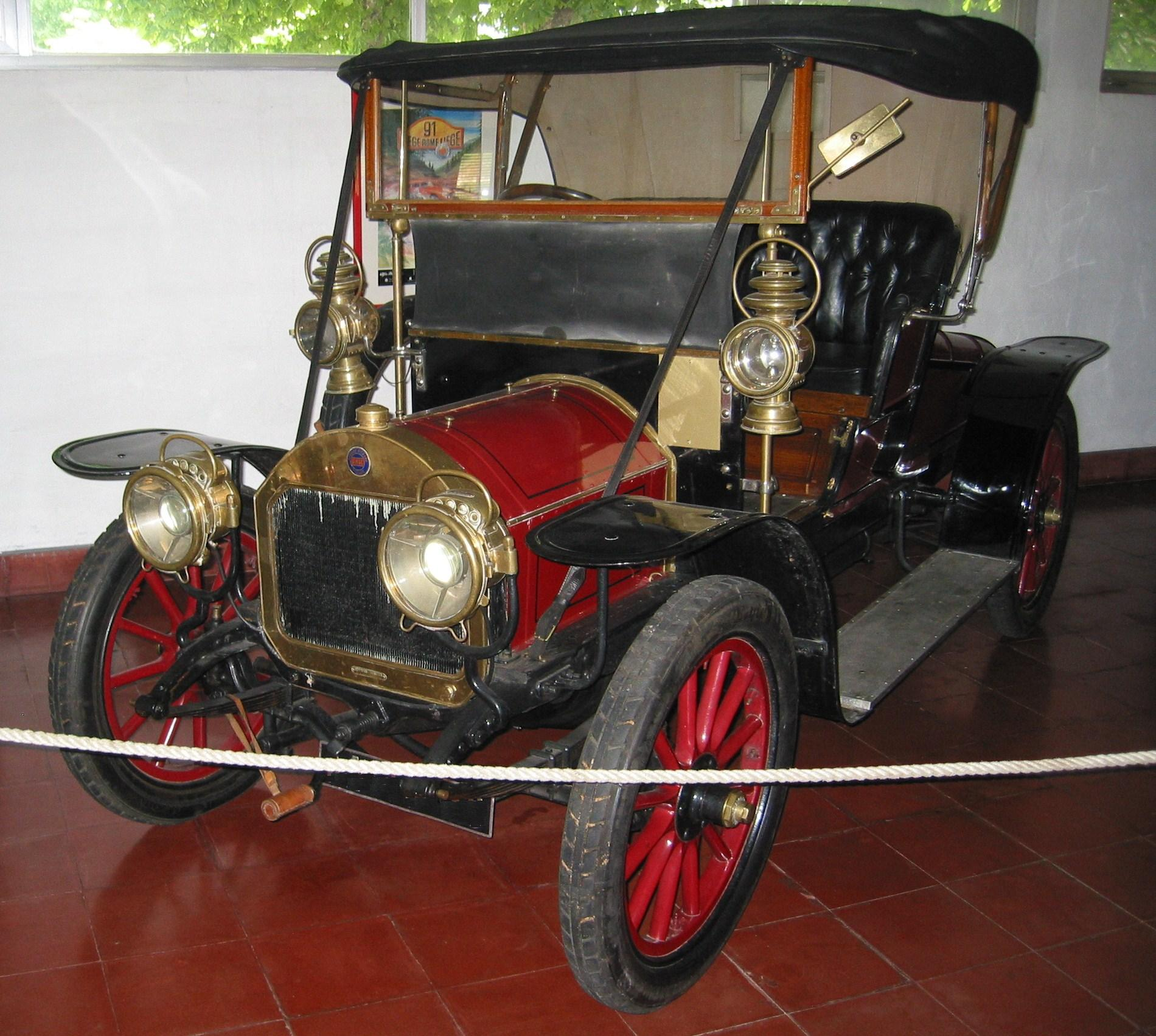
Unic von 1909

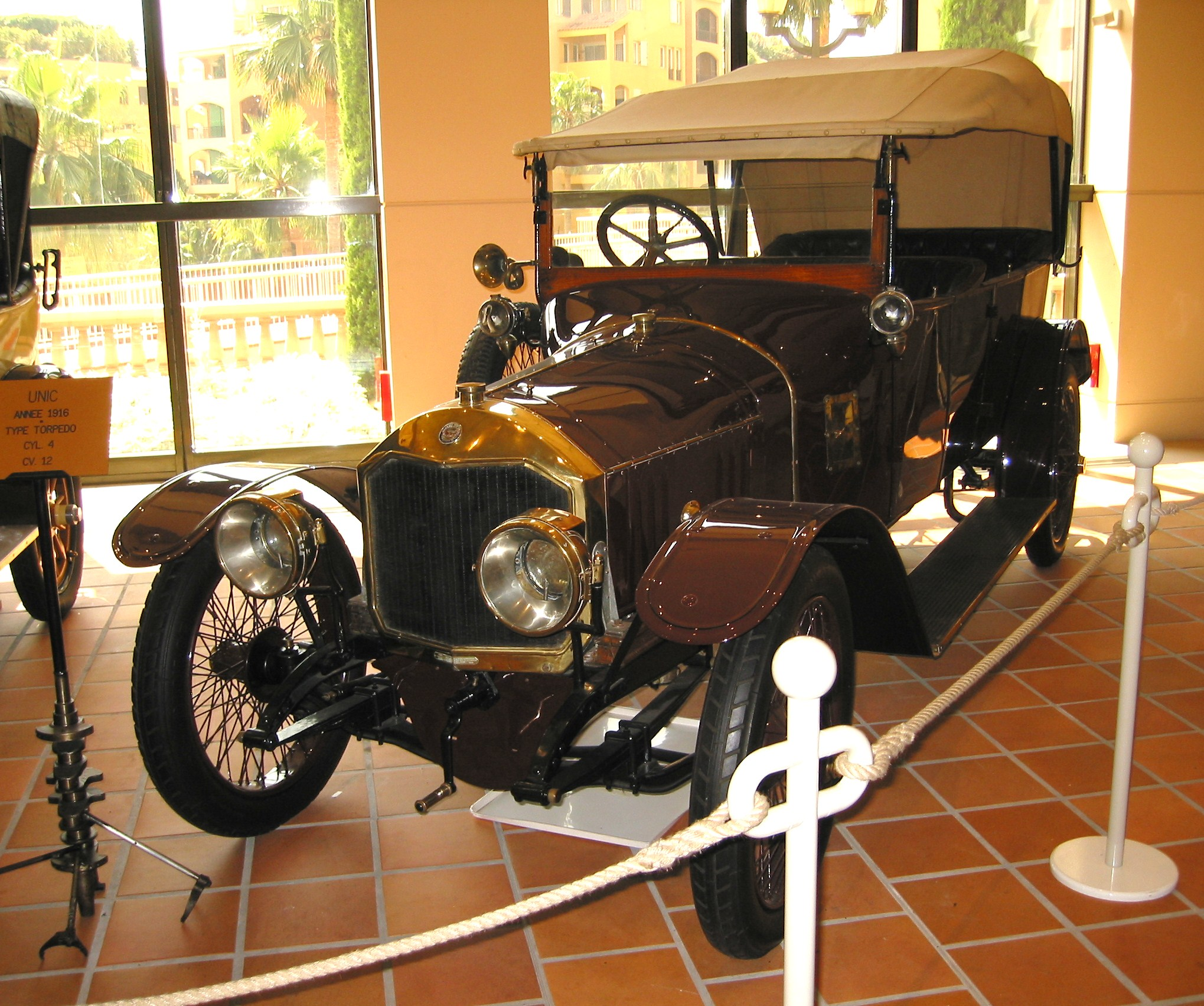
Unic von 1916

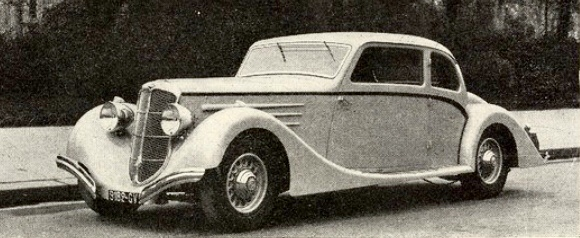
Unic U4 Sport (U6 Sport) um 1936

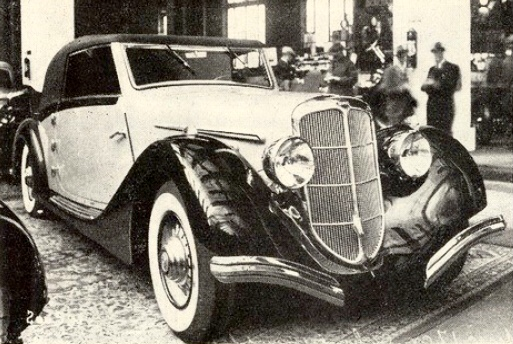
Unic 17 CV um 1936

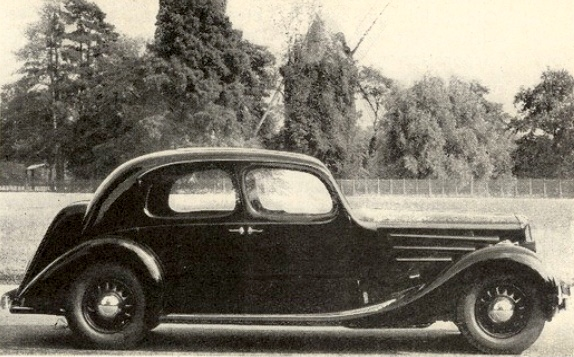
Unic 12 CV mit Vierzylindermotor 2151 cm³ um 1937

Automobiles Unic (Société Anonyme des Automobiles Unic) war ein französischer Automobilhersteller. Er ging im Jahre 1905 aus der von Georges Richard gegründeten Automobilfirma „Soc. des Anciens Établissements Georges Richard“ hervor, Mitgründer war Richards Repräsentant Jacques Bizet. Die Ursprünge reichen bis 1893 zurück, als die Brüder Georges und Max Richard die Fahrradfabrik Société des Cycles Georges Richard gründeten. Unic war unter anderem als Nutzfahrzeughersteller bekannt.

## Unternehmensgeschichte
Am Anfang wurden neben herkömmlichen Automobilen auch Taxis und leichte Kleintransporter (Camionnettes) produziert. Während des Ersten Weltkriegs wurde Unic bekannt, indem auch Taxis dieser Marke neben anderen während der Ersten Schlacht an der Marne Soldaten an die Front brachten. 1907 brachte Unic den 12/14 auf den Markt. Der Vierzylindermotor hatte 1944 cm³ mit einer Bohrung von 75 mm bei einem Hub von 110 mm. Die maximale Leistung lag bei 18 PS bei 1200/min. Der Verbrauch lag bei 9 Liter pro 100 km. Die Höchstgeschwindigkeit war mit 55 km/h angegeben. Im Jahr 1908 hatte Unic einen Zweizylinder mit 1797 cm³ mit einer Bohrung von 102 mm und einem Hub von 110 mm im Programm. Der 16/20 Vierzylinder hatte 2615 cm³ mit einer Bohrung von 87 mm und einem Hub von 110 mm. Er leistete 18 PS bei 1200/min. Der 24/30 Vierzylinder hatte 3791 cm³ mit einer Bohrung von 102 mm und einem Hub von 116 mm. Ein Sechszylinder 25/35 hatte 4085 cm³ mit 85 mm Bohrung und 120 mm Hub.
Der 12/14 von 1911 hatte einen Hubraum von 2120 cm³ mit einer Bohrung von 75 mm und einem Hub von 120 mm. Der 16 CV hatte einen Hubraum von 2001 cm³ mit einer Bohrung von 70 mm und einem Hub von 130 mm.
Im Jahr 1918 wurden vier verschiedene Modelle gefertigt. Das Fürstentum Monaco bestellte eine größere Anzahl an Taxis mit dem Fahrgestell 16/20-PS. Weitere 417 Unic 16/20-PS wurden als Taxis nach London verkauft.
Ab den 1920er Jahren folgten Lastkraftwagen mit drei Tonnen Nutzlast und später auch bis zu elf Tonnen Nutzlast.
| Baujahr | Modell Type | Leistung | Zylinder | Bohrung | Hub    | Hubraum   | Radstand | Spurweite | Zuladung |
| ------- | ----------- | -------- | -------- | ------- | ------ | --------- | -------- | --------- | -------- |
| 1909–?  |             | 10/12 HP | 2        | 102 mm  | 110 mm | 1.797 cm³ | mm       | mm        | kg       |
| 1919–?  | M1 Serie A2 | 13/24 HP | 4        | 85 mm   | 130 mm | 2.613 cm³ | 3150 mm  | 1370 mm   | 1.400 kg |
| 1919–?  | M1 Serie O  | 13/24 HP | 4        | 85 mm   | 130 mm | 2.613 cm³ | 3530 mm  | 1569 mm   | 2.200 kg |
| 1922–?  | M5 Serie C  | 14/30 HP | 4        | 80 mm   | 148 mm | 2.975 cm³ | mm       | mm        | 3.000 kg |
| 1928–?  | M9          | 14 HP    | 4        | mm      | mm     | cm³       | mm       | mm        | 2.600 kg |
| 1929–?  | M8 Serie C  | 12 HP    | 4        | 82,5 mm | 140 mm | 2.950 cm³ | mm       | mm        | kg       |
| 1929–?  | M 90        | 12 HP    | 4        | 80 mm   | 130 mm | 2.615 cm³ | mm       | mm        | kg       |
| 1929–?  | M 9 A       | 12 HP    | 4        | 80 mm   | 130 mm | 2.615 cm³ | mm       | mm        | kg       |
| 1929–?  | M 10        | 12 HP    | 4        | 80 mm   | 130 mm | 2.615 cm³ | mm       | mm        | kg       |
| 1929–?  | L 11 D      | 11 HP    | 4        | 82,8 mm | 120 mm | 1.995 cm³ | mm       | mm        | kg       |

So wurde 1922 der 3-Tonner Lkw M5C eingeführt. Im gleichen Jahr starb der Firmengründer, Georges Richard, in Folge eines Autounfalls in Rouen. Sein Mitarbeiter Georges Dubois übernahm die Führung des Unternehmens.

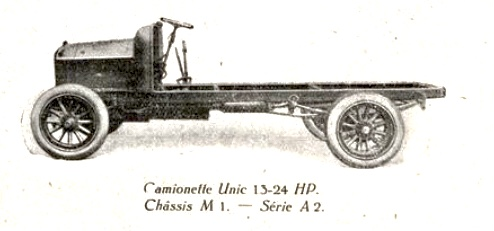
Unic M1 Serie A2 von 1919

Im Jahr 1930 stieg die Nachfrage nach Nutzfahrzeugen deutlich an. Unic präsentierte auf der französischen Automesse den ersten großen in Frankreich hergestellten Dieselmotor. Es handelte dabei um einen Mercedes-OM5-Motor mit 6 Zylindern und einer Leistung von 90 PS, der im eigenen Werk in Puteaux als Lizenzprodukt gefertigt wurde. Ab 1932 wurden offiziell eigene Lkw mit Dieselmotoren nach Mercedes-Benz-Bauart angeboten.

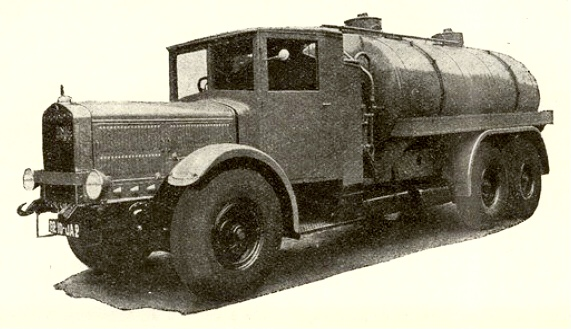
Unic CD3

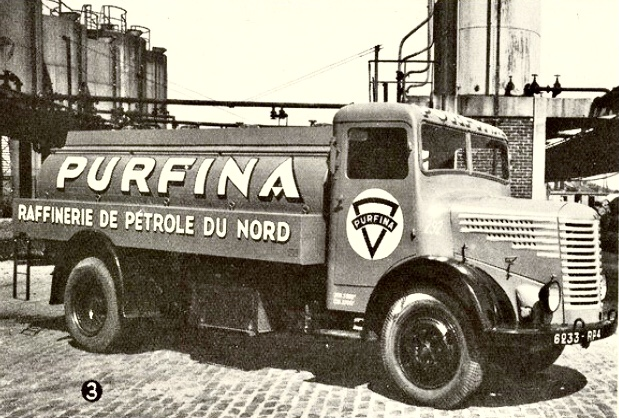
Unic Z.U.50N mit 4560 cm³ Hubraum und 80 PS

Das LKW-Modell CD3 wurde ab 1931 angeboten. Es war ein Dreiachser mit einem Mercedes-6-Zylinder-Dieselmotor mit 8,6 Litern Hubraum. Bis 1933 wurde die Modellpalette der Nutzfahrzeuge kontinuierlich ausgebaut und in diesem Jahr wurde Unic zum ersten französischen Hersteller, der eine vollständige Produktreihe von 3- bis 15-Tonnern anbieten konnte.
Im Jahre 1934 übernahm Unic die Patente von Adolphe Kégresse auf das gleichnamige Kettenlaufwerk vom Pariser Kraftfahrzeughersteller Citroën, der in Konkurs geraten und vom Reifenhersteller Michelin übernommen worden war. Ein für Citroën entwickeltes Fahrzeug, die Halbkette P107, als Nachfolger der Citroën-Kégresse P17, ging noch als Citroën P107 bei Unic in die Produktion. In den folgenden Jahren wurden etwa 3.300 dieser Halbkettenfahrzeuge gebaut, die teilweise auch als Artillerie-Traktoren dienten.
Die Lkw-Modelle U4D und U6C wurden ab 1935 gefertigt und als „S“-Serie wurde eine Fahrzeugreihe von Pickups eingeführt. Diese wurden bis 1939 weiter gefertigt. Diese Fahrzeuge, die als Lieferwagen zum Einsatz kamen, sind zwar keine Fahrzeuge für den privaten Markt, doch auch diese passten letztlich nicht mehr in die Strategie von Unic.
Die Erfahrungen mit den Dieselmotoren von Mercedes ermöglichten es dem Unternehmen 1937, einen eigenen Motor mit 6 Zylindern und 10,3 l Hubraum zu produzieren.
Die Vermarktung erfolgte ab 1938. Da sich die Nutzfahrzeugsparte sehr gut entwickelt hatte, wurde das Pkw-Segment endgültig aufgegeben und mit dem Beginn des Zweiten Weltkriegs im Herbst 1939 wurde die Produktion von Pkw gänzlich eingestellt. Stattdessen wurde die schon in den späten 1930er Jahren für die französische Armee angelaufene Produktion von Militärfahrzeugen wie den Halbkettenfahrzeugen Unic P107 (seit 1937) sowie Unic TU1 (seit 1939) für die deutsche Wehrmacht fortgeführt.
Während der deutschen Besatzung war die Versorgung mit Rohstoffen schwierig und alle französischen Automobilhersteller litten unter der Situation. Zur Rettung der Hersteller gründete die Vichy-Regierung die Générale française automobile (GFA). In ihr waren Unic, Camions Bernard, Delahaye, Laffly und Simca zur GFA (Générale Français Automobile) zusammengefasst. Es entstanden enge Verbindungen zwischen Simca, Delahaye und Unic. Doch Simca und Unic verließen die Gruppe 1951 wieder.
Im Jahre 1945 bot Unic die neue Baureihe ZU mit einem Kurzhauber-Fahrerhaus an.
Ab 1952 arbeitete Unic mit Simca zusammen, die 1954 den Lkw-Sektor von Ford France übernahm. Unic produzierte ab 1955 für Simca den von Ford übernommenen Lkw Simca Cargo. Vier Jahre später, 1956, übernahm Unic den Konkurrenten Saurer France, der in ernsthaften finanziellen Schwierigkeiten steckte. Nachdem Chrysler Europe 1958 Simca und Unic übernommen hatte, wurde Unic eine Abteilung von Simca. Der Cargo wurde ab 1960 als Unic Cargo vermarktet.
Ein bereits 1958 abgeschlossener Kooperationsvertrag mit Willème wurde nach einem Jahr wieder aufgelöst.

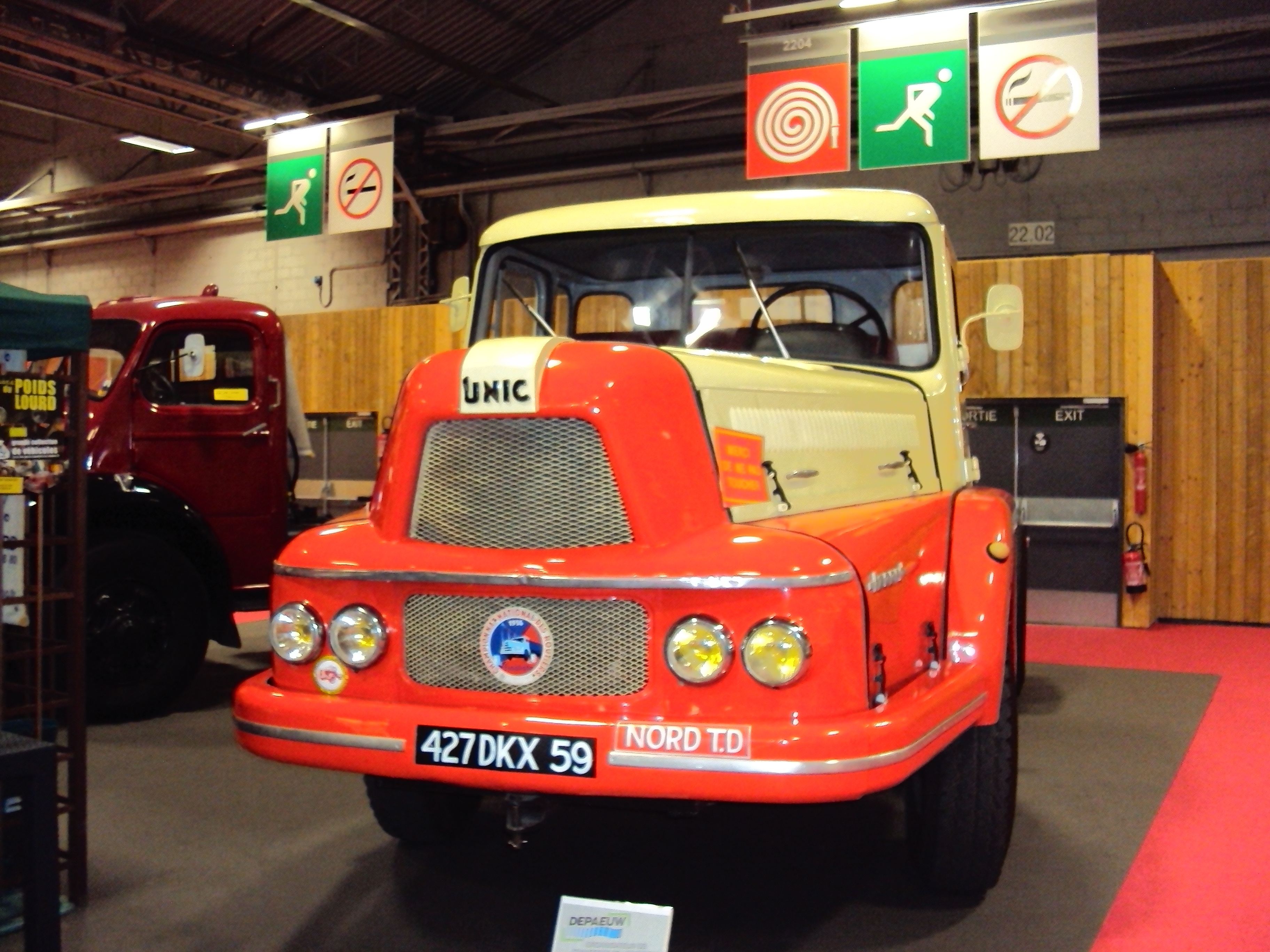
UNIC ZU 122T von 1962

Im Jahre 1966 wurde der Lkw-Sektor von Simca durch Fiat übernommen. Von diesem Zeitpunkt an wurden die Lastwagen von Fiat und deren Tochterunternehmen OM in Frankreich durch die Unic-Organisation verkauft. 1969 erschien mit dem V 85 S ein für diese Zeit sehr starker Dieselmotor mit 14,9 Litern Hubraum und einer Leistung von 340 PS. Das kippbare Frontlenker-Fahrerhaus wurde 1970 durch das ebenfalls kippbare Fiat-Fahrerhaus ersetzt. In den dreiachsigen Fahrzeugen wurden die Außenplanetenachsen von Fiat/OM verbaut. Im Jahre 1973 wurde die Produktion nach 68 Jahren aus Puteaux und Suresnes in enger Zusammenarbeit mit Fiat nach Trappes verlegt. In Trappes wurden im modernsten Lkw-Werk Europas noch bis 1976 Unic-Modelle hergestellt. Danach wurden nur noch Mittelklasse-Lkw für den Iveco-Verbund hergestellt.
1975 bündelte Fiat seine Nutzfahrzeugaktivitäten unter Einbeziehung seiner Tochterfirmen OM, Lancia und der nun mehrheitlich übernommenen Magirus-Deutz zur Iveco-Gruppe. Dadurch wurde auch die Lkw-Marke Unic Teil von Iveco. Durch einen konzernweiten Austausch von Modellen wurden infolgedessen auch ursprünglich von Fiat, OM oder Magirus-Deutz entwickelte Lkw-Modelle in Frankreich als Unic verkauft.
In den 1980er Jahren produzierten Fiat und Unic ein 75 PS starkes Allradantriebs-Modell, das überwiegend bei Militär, Feuerwehr und Katastrophenschutz Verwendung fand. Die Produktion bei Unic in Frankreich wurde 1987 eingestellt, auch verschwand der Markenname Unic auf den Lkw und diese hießen von nun an nur noch Iveco.
In Ziefen in der Schweiz befindet sich ein kleines Museum, in dem Fahrzeuge und Motoren von Unic ausgestellt sind.